# Jean-Baptiste Mimiague
Jean-Baptiste Narcisse Mimiague (ur. 3 lutego 1871 w Villefranche-sur-Mer, zm. 6 sierpnia 1929 w Nicei) – francuski szermierz, medalista olimpijski. 
Wystąpił na Letnich Igrzyskach Olimpijskich 1900 w Paryżu. Zdobył brązowy medal we florecie zawodowców. W finałowej rundzie wygrał cztery z siedmiu pojedynków (po dogrywce pokonał Włocha Antonio Conte, który miał taki sam bilans).